# Karl Radek
Karl Bernardovič Radek (polsky Karol Berngardowicz Radek, rusky Карл Бернардович Радек; 31. října 1885, Lvov – 19. května 1939, Verchněuralsk) byl sovětský komunistický politik židovského původu.

## Život
Narodil se jako Karol Sobelsohn v židovské rodině. Jméno „Radek“ vzal z oblíbené postavy z knihy Syzyfowe prace od Stefana Żeromského. V roce 1904 se připojil k Sociálně demokratické straně Polska a účastnil se 1905 revoluce ve Varšavě.
V roce 1907 se přesunul do Německa, připojil se k SPD a pracoval na různých stranických novinách do té doby, než byl za nejasných okolností v roce 1913 vyhnán. Po propuknutí první světové války se přesunul do Švýcarska, kde se poprvé setkal s Leninem. V roce 1917 po vypuknutí říjnové revoluce odcestoval do Petrohradu a stal se aktivním bolševickým činitelem. Byl jedním z pasažérů „zapečetěného vlaku“, v němž cestoval i Lenin a jiní ruští politici z vyhnanství. Spolu s Bucharinem podporoval německou revoluci v letech 1918–1919.
Jeho vliv po Leninově smrti v roce 1924 začal upadat a nakonec ztratil své místo v ústředním výboru a v roce 1927 byl vyhnán. I T. G. Masaryk často citoval jeho slova (O bolševictví): „Leninova taktika připomínala spíše taktiku Ivana Hrozného a znamenala tisíce a tisíce životů, marně utracených“. V roce 1930 se opět vrátil a pomáhal psát do sovětských stranických novin Pravdy, ale během Moskevských procesů, které byly součástí Stalinova Velkého teroru, byl obviněn ze zrady a při druhém moskevském procesu v roce 1937 byl odsouzen k 10 letům práce v gulagu.
Byl zavražděn při pokusu o útěk z gulagu v roce 1939. Během vyšetřování bylo ustanoveno, že byl zabit agentem NKVD.